# Ludwig von Struve
Gustav Wilhelm Ludwig Struve (født 1. november 1858 i Pulkovo, død 4. november 1920 i Sevastopol på Krim) var en russisk astronom. Han var søn af Otto Wilhelm von Struve og far til Otto von Struve. 
von Struve studerede i Dorpat, Bonn, Milano og Leipzig og ansattes 1880 ved observatoriet i Pulkovo. I 1886 blev von Struve observator i Dorpat og 1894 professor i astronomi i Kharkov, som han trådte tilbage fra 1919, da han blev ansat ved det nygrundede tauriske universitet i Simferopol. I Dorpat deltog von Struve i observationer for Dorpat-zonen og har bearbejdet disse i Beobachtungen auf der Universitäts Sternwarte Dorpat (bind 18, 1891). Af von Struves øvrige arbejder må nævnes: Bestimmung der Constante der Præcession und der eigenen Bewegung des Sonnensystems (1887), Bestimmung des Mondhalbmessers an den während der totalen Mondfinsternisse 4/10 1884 und 28/1 1888 beobachteten Sternbedeckungen (1889, 1893), hans bearbejdelse af de 1818—1822 i Dorpat anstillede observationer (1910).